# David Lloyd (ténor)
Pour les articles homonymes, voir David Lloyd et Lloyd.
David Lloyd né le 29 février 1920 à Minneapolis (Minnesota) et mort le 8 février 2013 à New York est un ténor et pédagogue américain. Sur le conseil d'un agent, il supprime Jenkins de son nom d'artiste.
Il a chanté avec les plus grands chefs des années 1950 et 1960 : Leonard Bernstein, Dimitri Mitropoulos, Eugene Ormandy, Paul Paray, Fritz Reiner ou Bruno Walter. 

## Biographie
Il commence sa formation musicale au Minneapolis College of Music, puis au Curtis Institute de Philadelphie où il étudie avec le baryton Richard Bonelli.
Il commence sa carrière en 1949 sous la direction de Serge Koussevitzky et dans Les Maîtres chanteurs de Richard Wagner.

### Discographie sélective
- Berg, Wozzeck (Andrès) - Dir. Dimitri Mitropoulos (1951)
- Bach, Passion selon saint Matthieu (Évangéliste) - Dir. Leonard Bernstein (1962)